# Slovenska književnost
Slovenska književnost se začne z zapisi Brižinskih spomenikov okoli leta 1000. Pisatelji in pesniki so razdeljeni po obdobjih:

## Slovensko pismenstvo(500—1550)
- Brižinski spomeniki (po 972—najpozneje 1039)
- Celovški rokopis
- Stiški rokopis (po 1411–pred 1436)
- Starogorski rokopis

## Reformacija(1550—1600)
- Primož Trubar (1508–1586)
- Adam Bohorič (pribl. 1520–1598)
- Sebastijan Krelj (1538–1567)
- Jurij Dalmatin (pribl. 1547–1589)

## Protireformacija(1600—1630)
- Tomaž Hren (1560–1630)
- Janez Čandek (1581–1624)

## Barok(1630—1750)
- Janez Svetokriški (1647–1714)
- Janez Vajkard Valvasor (1641–1693)
- Romuald Štandreški (1676–1748)

## Razsvetljenstvo(1750—1819)
- Žiga Zois (1747–1819)
- Anton Tomaž Linhart (1756–1795)
- Valentin Vodnik (1758–1819)
- Štefan Küzmič (1723–1779)
- Marko Pohlin (1735–1801)
- Mikloš Küzmič (1737–1804)
- Jurij Japelj (1744–1807)
- Jožef Košič (1788–1867)

## Romantika(1819—1849)
- Jernej Kopitar (1780–1844)
- Janez Cigler (1792–1867)
- Miha Kastelic (1796–1868)
- Matija Čop (1797–1835)
- Janez Vesel Koseski (1798–1884)
- France Prešeren (1800–1849)
- Anton Martin Slomšek (1800–1862)
- Janez Bleiweis (1808–1881)
- Andrej Smole (1800–1840)
- Stanko Vraz (1810–1851)

## Realizem(1849—1899)
- Jožef Virk (1810-1880)
- Janez Trdina (1830–1905)
- Fran Levstik (1831–1887)
- Josipina Turnograjska (1833–1854)
- Simon Jenko (1835–1869)
- Josip Jurčič (1844–1881)
- Josip Stritar (1836–1923)
- Janko Kersnik (1852–1897)
- Simon Gregorčič (1844–1906)
- Anton Aškerc (1856–1912)
- Ivan Tavčar (1851–1923)
- Fran Erjavec (1834–1887)
- Fran Celestin (1843–1895)

## Moderna(1899—1918)
- Dragotin Kette (1876–1899)
- Josip Murn Aleksandrov (1879–1901)
- Oton Župančič (1878–1949)
- Ivan Cankar (1876–1918)
- Avgust Pavel (1886–1946)

Sopotniki moderne
- Alojz Gradnik (1882–1967)
- Izidor Cankar (1886–1958)

## Književnost med obema vojnama(1918—1941)
Ekspresionizem in slovenske zgodovinske avantgarde (1918—1930)
- Anton Podbevšek (1898–1981)
- Srečko Kosovel (1904–1926)
- Miran Jarc (1900–1942)
- Božo Vodušek (1905–1978)
- Ivan Pregelj (1883–1960)
- Slavko Grum (1901–1949)
- Anton Vodnik (1901–1965)

Socialni realizem (1930–1941)
- France Bevk (1890–1970)
- Mile Klopčič (1905–1984)
- Ciril Kosmač (1910–1980)
- Miško Kranjec (1908–1983)
- Bratko Kreft (1905–1996)
- Tone Seliškar (1900–1969)
- Prežihov Voranc (1893–1950)

- Vladimir Bartol (1903–1967)
- Fran Saleški Finžgar (1871–1962)

## Koroški slovenski starejši bukovniki in pisatelji/ce

### starejši
- Matija Ahacel - filolog, publicist, zbiratelj ljudskih pesmi (1779–1845)
- Miha Andreaš - ljudski poet (1762–1821)
- Ožbalt Gutsman - avtor in filolog (1727–1790)
- Urban Jarnik - etnograf (1784–1844)
- France Leder – Lisičjak - ljudski pesnik in bukovnik (1833–1908)
- Jožef Stefan – matematik, fizik, pesnik (1835–1893)
- Andrej Šuster Drabosnjak - ljudski pesnik in bukovnik (1768–1825)

### medvojna generacija
- Fran Eller - pesnik (1873–1956)
- Milka Hartman - pesnica (1902–1997)
- Mimi Malenšek - pisateljica (1919–2012)

## Medvojna književnost(1941—1945)
- Karel Destovnik – Kajuh (1922–1944)
- Matej Bor (1913–1993)
- France Balantič (1921–1943)
- Ivan Hribovšek (1923–1945)

## Književnost po drugi svetovni vojni(1945—danes)
- Pesniki

Ivan Minatti (1924–2012)
Ivan Korošec (1924–2015)
Ciril Zlobec (1925–2018)
Tone Pavček (1928–2011)
Janez Menart (1929–2004)
Kajetan Kovič (1931–2014)
Lojze Krakar (1926–1995)
Dane Zajc (1929–2005)
Gregor Strniša (1930–1987)
Veno Taufer (1933–2023)
Saša Vegri (1934–2010)
Miroslav Košuta (1936–)
Viljem Černo (1937–2017)
Svetlana Makarovič (1939–)
Niko Grafenauer (1940–)
Tomaž Šalamun (1941–2014)
Marko Kravos (1943–)
Iztok Geister (1945–)
Milan Dekleva (1946–)
Ivo Svetina (1948–)
Milan Jesih (1950–)
Boris A. Novak (1953–)
Aleš Debeljak (1961–2016)
Maja Vidmar (1961–)
Barbara Simoniti (1963–)
Klara Filipič (1988–)
- Pisatelji, pisateljice

Boris Pahor (1913–2022)
Vitomil Zupan (1914–1987)
Alojz Rebula (1924–2018)
Ivan Korošec (1924–2015)
Andrej Hieng (1925–2000)
Marjan Rožanc (1930–1990)
Pavle Zidar (1932–1992)
Peter Božič (1932–2009)
Rudi Šeligo (1935–2004)
Florjan Lipuš (1937–)
Bogdan Novak (1944–)
Mate Dolenc (1945–)
Lojze Kovačič (1928–2004)
Tomaž Ogris (1946–)
Drago Jančar (1948–)
Franjo Frančič (1958–)
Vlado Žabot (1958–)
Igor Karlovšek (1958–)
Feri Lainšček (1959–)
Miha Mazzini (1961–)
Jani Virk (1962–)
Andrej Blatnik (1963–)
Sebastijan Pregelj (1970–)
Goran Vojnović (1980–)
Nejc Gazvoda (1985–)
Nada Gaborovič (1924–2006)
Žiga Gombač (1976-)
- dramatika

Dominik Smole (1929–1992)
Tone Partljič (1940–)
Drago Jančar (1948–)
- mladinska književnost

Branka Jurca (1914–1999)
Miha Mate (1945–2006)
Vitan Mal (1946–)
Anton Ingolič (1907–1992)

## Sodobni/e koroški/e slovenski/e pisatelji/ce
- Martin Dovjak (rojen 1970 v Selah)
- Janko Ferk – sodnik in pisatelj (rojen 1958)
- Verena Gotthardt (rojena 1996)
- Vincenc Gotthardt (rojen 1964)
- Anton Haderlap (Lepena, 1930–2016)
- Karla Haderlap (rojena 1938 v Remšeniku)
- Maja Haderlap - pisateljica in pesnica (rojena 1961)
- Fabjan Hafner (1966–2016)
- Mili Hrobat (rojena 1944 v Selah)
- Gustav Januš - pesnik (rojen 1939 v Selah)
- Ivana Kampuš  (rojena 1947 na Tešinji pri Šentjakobu v Rožu)
- Rezka Kanzian  (rojena 1969 v Rožeku)
- Ivan Klarič  (rojen 1953 v Kočevju)
- Andrej Kokot - pesnik in pisatelj (1936–2012)
- Anton Kuchling - (rojen 1969)
- Martin Kuchling  (rojen 1970 v Celovcu)
- Lenčka Kupper  (rojena 1938 pri Bognartu na Bistrici pri Pliberku)
- Niko Kupper (rojen 1966 v Celovcu)
- Cvetka Lipuš - pesnica (rojena 1966)
- Florjan Lipuš – pisatelj in prevajalec (rojen 1937)
- Franc Merkač (rojen 1954 Šmihel pri Pliberku)
- Janko Messner (1921–2011) – pisatelj
- Tomaž Ogris - publicist (rojen 1946 v Kozjah pri Radišah)
- Jani Oswald (rojen 1957)
- Vinko Ošlak - esejist (rojen 1947 Slovenj Gradec)
- Jozi (Jože) Pasterk (rojen 1935 v Železni Kapli)
- Erik Prunč (1941–2018) – profesor na Univerzi v Gradcu
- Bojan-Ilija Schnabl, pisatelj in pesnik Celovškega polja (rojen 1965)
- Karel Smolle - "Miško Maček" (rojen 1944)
- Dominik Srienc  (rojen 1984 na Potoku na Koroškem)
- Janez Strutz (Štruc) (1949–2022) – profesor literature na Univerzi v Celovcu
- Jozej Struc/Strutz? (Jože Štruc, rojen 1952 na Rudi pri Velikovcu) – literarni zgod. in literat
- Štefka Vavti
- Stanko Wakounig (rojen 1946 v Železni Kapli)
- Tim O. Wüster

## Avtorji na internetu
Dela nekaterih zgoraj omenjenih avtorjev obstajajo kot elektronske knjige na Wikiviru, v Virtualni slovenski knjigarni Beseda Arhivirano 2004-06-10 na Wayback Machine. (berejo se z brezplačnim programom Adobe Reader) in na spletni strani Zbirka slovenskih leposlovnih besedil.